# Manuel Gantes
Manuel Gantes (Figueira de Castelo Rodrigo, 1967), é um artista português.
Licenciado pela Faculdade de Belas-Artes da Universidade de Lisboa - FBAUL em 1990, Mestre em Pintura pela Faculdade de Belas Artes de Lisboa em 2004. Foi professor na Escola Superior de Artes e Design das Caldas da Rainha e é actualmente Professor de Desenho na Faculdade de Belas Artes de Lisboa.